# 乃木結夢
乃木 結夢 （のぎ ゆな、1999年4月4日 - ）は、日本のグラビアアイドル、タレント。福岡県出身。Ella promotion（エラ プロモーション）所属。

## 略歴
スカウトをきっかけにグラビア活動を開始。2022年5月、『週刊プレイボーイ』（集英社）編集部主催「週プレ編集者の隠し玉グランプリ」に担当編集者・金髪りさ推薦としてエントリーされる。
2023年1月5日、グラビアアイドルDVDの発売イベントを取材する記者の立場から、今年最も輝いたグラドルを選ぶ『記者・編集者が選ぶグラドルアワード2022』にて、敢闘賞を受賞。
2025年1月28日、生尻を解禁して初のR-18指定となったDVD『さよならパンツ』（エアーコントロール）を発売。これ以降、VRでも『圧倒的美少女に屈しろ!!!!乃木結夢×8KVR』（同年4月3日、同社）や『見るだけ触るだけ××するだけ』（同年6月1日、同社）など、同じく生尻を解禁したR-18作品を発売するようになる。

## 人物
- 趣味はアニメ・ゲーム・コスプレで、特技は茶道・花道・書道6段<[1]。
- アニメや漫画にコスプレが好きで、自宅でコスプレ衣装を着て自撮りしては鍵付きアカウントのSNSに投稿していた[2][9]。
- 本人曰く、チャームポイントは「顔面」[9][10]。
- 自撮りに破壊力があるとしてInstagramの投稿などがたびたびメディアで取り上げられている[11]。

## 作品

### イメージビデオ
※太字タイトルはBD版同時発売。
- 初恋坂（2021年9月24日、竹書房）[12][13]
- ゆなの瞳に恋してる（2022年1月20日、ラインコミュニケーションズ）[14][15]
- あまえてノンシュガー（2022年4月21日、ギルド）[16][17]
- お兄ちゃんの言うコトは絶対！（2022年11月22日、エアーコントロール）[18][19]
- 小悪魔ユナ（2024年1月26日、竹書房）[20][21]
- さよならパンツ（2025年1月28日、エアーコントロール）※R-18作品[6]

### イメージVR
- 圧倒的美少女に屈しろ!!!!乃木結夢×8KVR（2025年4月3日、エアーコントロール）※R-18作品[7]
- 見るだけ触るだけ××するだけ（2025年6月1日、エアーコントロール）※R-18作品[8]

### デジタル写真集
- Gz PRESS No.417 : 競泳水着（2021年9月22日、サーティースリー）
- Gz PRESS No.424 : セーラー服＆ビキニ（2021年10月17日、サーティースリー）
- すき？（2021年11月12日、竹書房［Bamboo e-Book］）
- 水泳部の彼女（2021年11月12日、竹書房［Bamboo e-Book］）
- 夏、終わっちゃったね（2021年11月12日、竹書房［Bamboo e-Book］）
- Gz PRESS No.434 : OL服＆ビキニ（2021年11月17日、サーティースリー）
- Gz PRESS No.444 : メイド服＆ビキニ（2021年11月21日、サーティースリー）
- Gz PRESS No.455 : 童貞ころすセーター（2021年12月24日、サーティースリー）
- Gz PRESS No.464 : セクシーボディコン＆ビキニ（2022年1月16日、サーティースリー）
- Gz PRESS No.474 : バニーガール＆ビキニ（2022年2月6日、サーティースリー）
- アイドル彼女の日常（2022年7月16日、ギルド）
- 離したくない（2022年8月16日、ギルド）
- けもの耳ビキニフレンド（2022年8月19日、グラビア学園）
- 競泳水着＆レオタード（2022年8月19日、グラビア学園）
- 私服＆ニット＆パンスト（2022年8月19日、グラビア学園）
- 自撮り写真集（2022年9月2日、グラビア学園）
- はじめて（2022年9月15日、ギルド）
- Girls!（2022年10月15日、ギルド）共演：朝比奈りる
- のぎゆなコンプリート!!（2023年3月3日、グラビア学園）
- ゆなの瞳に恋してる（2023年4月25日、ドラゴンフライブック［idolpost］）
- 競これ vol.1①･②（2024年1月18日、デジタル出版［競泳水着これくしょん］）
- 競これ vol.2①･②（2024年1月18日、デジタル出版［競泳水着これくしょん］）
- 小悪魔美少女（2024年4月26日、竹書房［Bamboo e-Book］）
- 頂き女子（2024年4月26日、竹書房［Bamboo e-Book］）

## 出演

### テレビ
- 【自撮り美女】家トレはじめました!（2021年7月、ダンスチャンネル）
- 鎧美女 #96（2023年5月25日〈24日深夜〉、フジテレビONE）- 甲冑：徳川家康[22]